# Reckoning (альбом R.E.M.)
Reckoning — второй студийный альбом американской альтернативной рок-группы R.E.M.. Выпущенный в 1984 году на лейбле I.R.S. Records, альбом был записан в Reflection Sound Studio в городе Шарлотт Северной Каролины за 16 дней с декабря 1983 по январь 1984. Спродюсирован Митчем Истером и Доном Диксоном.

## Список композиций
Все песни написаны Биллом Берри, Питером Баком, Майком Миллзом и Майклом Стайпом.
Первая сторона — «Левая»
1. «Harborcoat» — 3:54
2. «7 Chinese Bros.» — 4:18
3. «So. Central Rain (I'm Sorry)» — 3:15
4. «Pretty Persuasion» — 3:50
5. «Time After Time (AnnElise)» — 3:31

Вторая сторона — «Правая»
1. «Second Guessing» — 2:51
2. «Letter Never Sent» — 2:59
3. «Camera» — 5:52
4. «(Don't Go Back To) Rockville» — 4:32
5. «Little America» — 2:58

Бонус-треки переиздания 1992 года:
1. «Wind Out» (With Friends) — 1:58
2. «Pretty Persuasion» (live in studio) — 4:01
3. «White Tornado» (live in studio) — 1:51
4. «Tighten Up» (Archie Bell and Billy Butler) — 4:08
5. «Moon River» (Henry Mancini and Johnny Mercer) — 2:21

Бонус-диск Делюкс издания 2009 года (Live at the Aragon Ballroom)
1. «Femme Fatale» (Lou Reed) — 3:19
2. «Radio Free Europe» — 3:54
3. «Gardening at Night» — 3:38
4. «9-9» — 2:48
5. «Windout» — 2:13
6. «Letter Never Sent» — 3:03
7. «Sitting Still» — 3:13
8. «Driver 8» — 3:28
9. «So. Central Rain» — 3:23
10. «7 Chinese Bros.» — 4:27
11. «Harborcoat» — 4:34
12. «Hyena» — 3:26
13. «Pretty Persuasion» — 3:49
14. «Little America» — 3:23
15. «Second Guessing» — 3:07
16. «(Don’t Go Back To) Rockville» — 4:30

## Участники записи
R.E.M.
- Майкл Стайп — вокал и губная гармоника
- Питер Бак — гитара
- Майк Миллз — бас-гитара и бэк-вокал
- Билл Берри — ударные и бэк-вокал

Дополнительные музыканты
- Bertis Downs — бэк-вокал в «Wind Out» (With Friends)
- Jefferson Holt — вокал в «Wind Out» (With Friends)

Производство
- Дон Диксон[англ.] — продюсер
- Митч Истер[англ.] — сопродюсер
- Говард Финстер — арт-директор